# Чамов, Владимир Васильевич
Влади́мир Васи́льевич Ча́мов (род. 4 апреля 1955, Москва, СССР) — советский и российский дипломат. Чрезвычайный и полномочный посол (2016).

## Биография
В 1977 году окончил Московский государственный институт международных отношений МИД СССР. Владеет арабским и французским языками. В системе МИД СССР с 1980 года.
- В 1995—1998 годах — возглавлял отдел Департамента Ближнего Востока и Северной Африки МИД России.
- В 1998—1999 годах — советник-посланник посольства России в Ливане.
- В 1999—2002 годах — советник-посланник посольства России в Ираке.
- В 2002—2005 годах — начальник отдела Департамента Ближнего Востока и Северной Африки МИДа России.
- С 3 марта 2005 по 16 октября 2008 года — чрезвычайный и полномочный посол Российской Федерации в Ираке[1][2].
- С 16 октября 2008 по 19 марта 2011 года — чрезвычайный и полномочный посол Российской Федерации в Ливии[3][4].
- С 19 марта 2011 по 11 ноября 2014 года — главный советник Департамента Ближнего Востока и Северной Африки МИД России[5].
- С 11 ноября 2014 по 4 февраля 2021 года — чрезвычайный и полномочный посол Российской Федерации в Мавритании[6]. Освобождён от занимаемой должности 4 февраля 2021 года[7].

## Ливийские события
В связи с событиями в Ливии, 19 марта 2011 года, с началом операции стран НАТО в Ливии, Владимир Васильевич Чамов был отправлен в отставку (с формулировкой «неадекватно представлял себе интересы России в ливийском конфликте») с одновременным разжалованием во всех чинах, званиях и наградах.
По некоторым сведениям, посол в телеграмме допустил резкий отзыв о Президенте Российской Федерации Д. А. Медведеве после отказа России использовать право вето на резолюцию Совбеза ООН по Ливии.

## Семья
Женат, имеет двух сыновей.

## Награды
- Орден Мужества[9]
- Орден Почёта (2 февраля 2009) — за большой вклад в реализацию внешнеполитического курса Российской Федерации, многолетнюю безупречную дипломатическую службу[10].

## Дипломатический ранг
- Чрезвычайный и полномочный посланник 2 класса (15 января 2002)[11]
- Чрезвычайный и полномочный посланник 1 класса ( 14 марта 2006)[12]
- Чрезвычайный и полномочный посол (8 июля 2016)[13]